# 黑磯市
黑磯市（日语：〔〕／ Kuroiso shi */?）是位于栃木縣北部的一市。2005年1月1日，與那須郡西那須野町，鹽原町新設合併為那須鹽原市。

## 历史
- 1955年（昭和30年）1月1日 - 那須郡黑磯町、鍋掛村、東那須野村、高林村合併，那須郡黑磯町成立。
- 1970年（昭和45年）11月1日 - 市制施行，黑磯市成立。
- 2005年（平成17年）1月1日 – 與那須郡西那須野町，鹽原町合併為那須鹽原市。